# Russocki Hrabia

Russocki Hrabia

Russocki Hrabia – polski herb hrabiowski, odmiana herbu Zadora, nadany w Galicji.

## Opis herbu
Opis zgodnie z klasycznymi regułami blazonowania:
Tarcza dzielona w krzyż z polem sercowym. W polach I i IV czerwonych orzeł złoty w koronie z językiem czerwonym, zwrócony do wewnątrz, w polach II i III błękitnych lwia głowa brunatna w koronie złotej, ziejąca ogniem, zwrócona do wewnątrz; w polu sercowym lew złoty wspięty, ziejący ogniem, w koronie złotej. Nad tarczą korona hrabiowska, nad którą dwa hełmy z klejnotami: I orzeł jak w godle, II pół lwa brunatnego, wspiętego, ziejącego ogniem, w koronie złotej i z mieczem srebrnym. Labry błękitne, podbite złotem.

## Najwcześniejsze wzmianki
Herb miał być nadany już w 1560 przez Ferdynanda I, ale sam tytuł hrabiowski SRI mieli Russoccy i Lanckorońscy otrzymać już w 1355 w osobach przodków - Zbigniewa de Brzezie, Stefana oraz Anny de Wiśnicz. Dyplom z 1355 jest oczywistym fałszerstwem. Mimo że oparty na sfałszowanym dyplomie, tytuł (hoch- und wohlgeboren, reichsgraf von) potwierdzono w Galicji Mikołajowi Russockiemu 6 listopada 1800 oraz w SRI 26 kwietnia 1803. O potwierdzenie tytułu prosił 24 stycznia 1845 Włodzimierz Józef Russocki, wnuk Mikołaja. Tytuł potwierdzono w Królestwie Polskim 8 maja 1820 Zygmuntowi i Józefowi Tomaszowi Russockim.

## Herbowni
Jedna rodzina herbownych (herb własny):
- reichsgraf von Brzezie Russocki.